# Ігор Лазич
Ігор Лазич (словен. Igor Lazič; нар. 30 жовтня 1979, Любляна, СФР Югославія) — словенський футболіст, захисник.

## Клубна кар'єра
Професіональну кар'єру розпочинав у клубі «Віатор-Вектор» Любляна. Далі відіграв два сезони за столичну «Олімпію», за який провів 41 матч у чемпіонаті Словенії. Після цього грав за «Цельє». Влітку 2005 року перебрався до російського клубу «Терек», за який дебютував 17 вересня у виїзному матчі 23-го туру проти ФК «Москва», вийшов у стартовому складі. За підсумками сезону клуб залишив прем'єр-лігу, а Лазич повернувся на батьківщину, перейшов до «Копера». З 2007 до 2009 року грав за «Інтерблок», після чого повернувся до люблянської «Олімпії». У 2010 році виступав за «Шенчур», далі були «Нафта» та «Бела Країна». Наприкінці кар'єри грав за клуби з нижчих дивізіонів Австрії та клуб Третьої ліги Словенії «Блед».

## Кар'єра в збірній
За національну збірну Словенії дебютував 9 жовтня 2004 року у домашньому кваліфікаційному матчі чемпіонату світу проти Італії, замінив Настю Чеха на 88-й хвилині матчу. Усього за збірну країни провів 2 матчі. Другий та заключний носив статус товариського та відбувся проти Чорногорії 22 серпня 2007 року.